# Lancia Dedra
De Lancia Dedra is een middenklasser van de Italiaanse autofabrikant Lancia. De auto werd in 1990 geïntroduceerd als opvolger van de Prisma (de sedan-versie van de Delta) en ging, na negen jaar, in 1999 uit productie om plaats te maken voor de Lybra.

## Introductie en motoren
De Lancia Dedra was gebaseerd op de bodemplaat van de Fiat Tipo en werd als sedan geproduceerd van 1990 tot 1999. De stationwagon kwam pas in 1994.
De Dedra was leverbaar met verschillende motoren. Bij de introductie was hij leverbaar met zes verschillende motoren, te weten een 1.6 i.e. met 80 pk en 124 Nm, een 1.8 i.e. met 107 pk en 140 Nm en een 2.0 i.e. die 116 pk en 156 Nm leverde. Ook was hij leverbaar met een 1.9 Turbo DS dieselmotor met 92 pk en 186 Nm. Als topversies waren er een HF Turbo (benzine) met 165 pk en 274 Nm. Dat werd gehaald uit een 1995 cc viercilindermotor waar een turbo op was geschroefd. Ook was er een HF Integrale leverbaar. Die had dezelfde motor met iets meer vermogen (te weten 171 pk) en iets minder koppel (264 Nm). Het begrip Integrale hield in dat de auto was voorzien van vierwielaandrijving.
In 1995 werden vernieuwde motoren geïntroduceerd. De 1.6 kreeg 10 pk meer (totaal 90) en het koppel bedroeg 127 Nm. De 1.8 leverde 101 pk en 142 Nm. Ook kwam er een 1.8 met vier kleppen per cilinder in plaats van 2 kleppen. Deze 1.8 16v leverde 113 pk en 154 Nm. De 2.0 liter kreeg ook 4 kleppen per cilinder en leverde 139 pk en 180 Nm. De 2.0 8v bleef alleen nog leverbaar met viertraps automaat (sedan). De HF Turbo en HF Integrale werden uit het gamma geschrapt.
In 1998 werd de Dedra voor het laatst herzien. Hij was nu leverbaar met drie motoren: een nieuwe 1.6-motor met zestien kleppen, die 103 pk en 144 Nm leverde; een 1.8 16v VVT met 131 pk en 164 Nm; en een 1.9 TD (diesel) met 90 pk en 186 Nm.

## Motoren

#### Benzine motoren
| Sedan         | Sedan       | Sedan       | Sedan       | Sedan       | Sedan       | Sedan                    | Sedan         | Sedan         | Sedan          | Sedan       |
| 1990 - 1994   | 1990 - 1994 | 1990 - 1994 | 1990 - 1994 | 1990 - 1994 | 1990 - 1994 | 1990 - 1994              | 1990 - 1994   | 1990 - 1994   | 1990 - 1994    | 1990 - 1994 |
| Type          | Motor       | Motor       | Motor       | Vermogen    | Koppel      | Overbrenging             | Aandrijving   | 0–100 km/h    | Topsnelheid    | Jaartal     |
| Type          | Inhoud      | Cilinders   | Kleppen     | Vermogen    | Koppel      | Overbrenging             | Aandrijving   | 0–100 km/h    | Topsnelheid    | Jaartal     |
| ------------- | ----------- | ----------- | ----------- | ----------- | ----------- | ------------------------ | ------------- | ------------- | -------------- | ----------- |
| 1.6 i.e.      | 1.581 cm³   | 4-in-lijn   | 8V          | 80 pk       | 124 Nm      | 5-bak                    | voor          | 13,8 s        | 170 km/h       | 1990 - 1994 |
| 1.8 i.e.      | 1.756 cm³   | 4-in-lijn   | 8V          | 107 pk      | 140 Nm      | 5-bak                    | voor          | 11,4 s        | 187 km/h       | 1990 - 1994 |
| 2.0 i.e.      | 1.995 cm³   | 4-in-lijn   | 8V          | 116 pk      | 156 Nm      | 5-bak / 4-traps automaat | voor          | 10,8 / 12,5 s | 195 / 190 km/h | 1990 - 1994 |
| HF Turbo i.e. | 1.995 cm³   | 4-in-lijn   | 8V          | 165 pk      | 274 Nm      | 5-bak                    | voor          | 8,3 s         | 215 km/h       | 1991 - 1994 |
| HF Integrale  | 1.995 cm³   | 4-in-lijn   | 8V          | 171 pk      | 264 Nm      | 5-bak                    | voor + achter | 8,0 s         | 215 km/h       | 1991 - 1994 |
| 1995 - 1998   |             |             |             |             |             |                          |               |               |                |             |
| 1.6           | 1.581 cm³   | 4-in-lijn   | 8V          | 90 pk       | 127 Nm      | 5-bak                    | voor          | 13,4 s        | 180 km/h       | 1995 - 1998 |
| 1.8           | 1.750 cm³   | 4-in-lijn   | 8V          | 101 pk      | 142 Nm      | 5-bak                    | voor          | 12,5 s        | 185 km/h       | 1995 - 1996 |
| 1.8 16V       | 1.747 cm³   | 4-in-lijn   | 16V         | 113 pk      | 154 Nm      | 5-bak                    | voor          | 10,3 s        | 191 km/h       | 1996 - 1998 |
| 1.8 16V VVT   | 1.756 cm³   | 4-in-lijn   | 16V         | 131 pk      | 164 Nm      | 5-bak                    | voor          | 10,0 s        | 203 km/h       | 1996 - 1996 |
| 2.0           | 1.995 cm³   | 4-in-lijn   | 8V          | 113 pk      | 156 Nm      | 4-traps automaat         | voor          | 12,9 s        | 185 km/h       | 1995 - 1996 |
| 2.0 16v       | 1.995 cm³   | 4-in-lijn   | 16V         | 139 pk      | 180 Nm      | 5-bak                    | voor          | 9,4 s         | 210 km/h       | 1995 - 1996 |
| 1998 - 1999   |             |             |             |             |             |                          |               |               |                |             |
| 1.6 16V       | 1.581 cm³   | 4-in-lijn   | 16V         | 103 pk      | 144 Nm      | 5-bak                    | voor          | 11,0 s        | 188 km/h       | 1998 - 1999 |
| 1.8 16V VVT   | 1.756 cm³   | 4-in-lijn   | 16V         | 130 pk      | 164 Nm      | 5-bak                    | voor          | 10,0 s        | 203 km/h       | 1998 - 1999 |

| SW                | SW          | SW          | SW          | SW          | SW          | SW           | SW            | SW          | SW          | SW          |
| 1995 - 1998       | 1995 - 1998 | 1995 - 1998 | 1995 - 1998 | 1995 - 1998 | 1995 - 1998 | 1995 - 1998  | 1995 - 1998   | 1995 - 1998 | 1995 - 1998 | 1995 - 1998 |
| Type              | Motor       | Motor       | Motor       | Vermogen    | Koppel      | Overbrenging | Aandrijving   | 0–100 km/h  | Topsnelheid | Jaartal     |
| Type              | Inhoud      | Cilinders   | Kleppen     | Vermogen    | Koppel      | Overbrenging | Aandrijving   | 0–100 km/h  | Topsnelheid | Jaartal     |
| ----------------- | ----------- | ----------- | ----------- | ----------- | ----------- | ------------ | ------------- | ----------- | ----------- | ----------- |
| 1.6               | 1.581 cm³   | 4-in-lijn   | 8V          | 90 pk       | 127 Nm      | 5-bak        | voor          | 13,3 s      | 175 km/h    | 1994 - 1998 |
| 1.8               | 1.750 cm³   | 4-in-lijn   | 8V          | 101 pk      | 142 Nm      | 5-bak        | voor          | 12,7 s      | 180 km/h    | 1994 - 1996 |
| 1.8 16V           | 1.747 cm³   | 4-in-lijn   | 16V         | 113 pk      | 154 Nm      | 5-bak        | voor          | 10,6 s      | 186 km/h    | 1996 - 1998 |
| 1.8 16V VVT       | 1.756 cm³   | 4-in-lijn   | 16V         | 131 pk      | 164 Nm      | 5-bak        | voor          | 10,0 s      | 198 km/h    | 1996 - 1996 |
| 2.0 16v           | 1.995 cm³   | 4-in-lijn   | 16V         | 139 pk      | 180 Nm      | 5-bak        | voor          | 10,3 s      | 210 km/h    | 1995 - 1996 |
| 2.0 16v Integrale | 1.995 cm³   | 4-in-lijn   | 16V         | 139 pk      | 180 Nm      | 5-bak        | voor + achter | 10,3 s      | 195 km/h    | 1995 - 1996 |
| 1998 - 1999       |             |             |             |             |             |              |               |             |             |             |
| 1.6 16V           | 1.581 cm³   | 4-in-lijn   | 16V         | 103 pk      | 144 Nm      | 5-bak        | voor          | 11,3 s      | 183 km/h    | 1998 - 1999 |
| 1.8 16V VVT       | 1.756 cm³   | 4-in-lijn   | 16V         | 130 pk      | 164 Nm      | 5-bak        | voor          | 10,4 s      | 196 km/h    | 1998 - 1999 |

#### Diesel
| Sedan       | Sedan       | Sedan       | Sedan       | Sedan       | Sedan       | Sedan        | Sedan       | Sedan       | Sedan       | Sedan       |
| 1995 - 1998 | 1995 - 1998 | 1995 - 1998 | 1995 - 1998 | 1995 - 1998 | 1995 - 1998 | 1995 - 1998  | 1995 - 1998 | 1995 - 1998 | 1995 - 1998 | 1995 - 1998 |
| Type        | Motor       | Motor       | Motor       | Vermogen    | Koppel      | Overbrenging | Aandrijving | 0–100 km/h  | Topsnelheid | Jaartal     |
| Type        | Inhoud      | Cilinders   | Kleppen     | Vermogen    | Koppel      | Overbrenging | Aandrijving | 0–100 km/h  | Topsnelheid | Jaartal     |
| ----------- | ----------- | ----------- | ----------- | ----------- | ----------- | ------------ | ----------- | ----------- | ----------- | ----------- |
| Turbo DS    | 1.929 cm³   | 4-in-lijn   | 8v          | 92 pk       | 186 Nm      | 5-bak        | voor        | 12,3 s      | 180 km/h    | 1995 - 1998 |
| 1995 - 1998 |             |             |             |             |             |              |             |             |             |             |
| Turbo DS    | 1.929 cm³   | 4-in-lijn   | 8v          | 90 pk       | 186 Nm      | 5-bak        | voor        | 12,9 s      | 180 km/h    | 1995 - 1998 |
| 1998 - 1999 |             |             |             |             |             |              |             |             |             |             |
| 1.9 td      | 1.929 cm³   | 4-in-lijn   | 8v          | 90 pk       | 186 Nm      | 5-bak        | voor        | 12,9 s      | 180 km/h    | 1998 - 1999 |

| SW          | SW          | SW          | SW          | SW          | SW          | SW           | SW          | SW          | SW          | SW          |
| 1995 - 1998 | 1995 - 1998 | 1995 - 1998 | 1995 - 1998 | 1995 - 1998 | 1995 - 1998 | 1995 - 1998  | 1995 - 1998 | 1995 - 1998 | 1995 - 1998 | 1995 - 1998 |
| Type        | Motor       | Motor       | Motor       | Vermogen    | Koppel      | Overbrenging | Aandrijving | 0–100 km/h  | Topsnelheid | Jaartal     |
| Type        | Inhoud      | Cilinders   | Kleppen     | Vermogen    | Koppel      | Overbrenging | Aandrijving | 0–100 km/h  | Topsnelheid | Jaartal     |
| ----------- | ----------- | ----------- | ----------- | ----------- | ----------- | ------------ | ----------- | ----------- | ----------- | ----------- |
| 1.9 Turbo D | 1.929 cm³   | 4-in-lijn   | 8v          | 90 pk       | 186 Nm      | 5-bak        | voor        | 13,3 s      | 180 km/h    | 1995 - 1998 |
| 1998 - 1999 |             |             |             |             |             |              |             |             |             |             |
| 1.9 td      | 1.929 cm³   | 4-in-lijn   | 8v          | 90 pk       | 186 Nm      | 5-bak        | voor        | 13,3 s      | 174 km/h    | 1998 - 1999 |